# Paul Sintenis
Pour les articles homonymes, voir Sintenis.
Paul Ernst Emil Sintenis, né le 4 avril 1847 à Seidenberg (arrondissement de Lauban, dans le royaume de Prusse) et mort le 6 mars 1907 à Kupferberg en province de Silésie, est un botaniste et explorateur prussien.

## Biographie
Paul Sintenis étudie au lycée (Gymnasium) de Görlitz, puis commence à travailler en 1863 comme apprenti apothicaire dans diverses pharmacies d'Allemagne. Il accompagne son frère Max Sintenis pour ses premières expéditions, en tant que collecteur, dans la Dobroudja, où il rapporte entre 1872 et 1876 des spécimens d'oiseaux, de mammifères et de plantes. Après des études de pharmacie à Breslau et une courte période de pratique, il passe le reste de sa vie à se consacrer à la botanique et à collecter des plantes. Ainsi entre 1880 et 1883, il rapporte des spécimens de la flore de Rhodes, de Chypre, d'Italie du Nord et d'Istrie.
Il part en octobre 1884 pour Porto Rico et y demeure jusqu'en juin 1887, appuyé financièrement par Leopold Krug. Il parcourt ensuite l'Asie Mineure, et les provinces ottomanes de Syrie et de Mésopotamie, ainsi que la Perse et la Grèce
Une partie de son herbier est étudiée plus tard par le botaniste autrichien, Josef Franz Freyn. La majeure partie de son herbier est acquise par l'université de Lund, où elle se trouve toujours aujourd'hui, mais la première partie de sa collection recueillie à Porto Rico et conservée à Dahlem a été presque entièrement détruite pendant les bombardements de Berlin de la fin de la Seconde Guerre mondiale. Des duplicata se trouvent dans nombre de grands herbiers étrangers, comme à l'institut de botanique Komarov, à Kew, au British Museum, à l'université Harvard, au jardin botanique de New York, ou au Muséum d'histoire naturelle de Washington.
Il meurt à Kupferberg en province de Silésie à l'âge de 59 ans.

## Hommages
Parmi les 260 espèces nommées en son honneur, l'on peut distinguer:
- (Alliaceae) Allium sintenisii Freyn[2]
- (Amaranthaceae) Telanthera (sv) sintenisii Urb.[3]
- (Apiaceae) Bupleurum sintenisii Asch. & Urb. ex Huter (de)[4]
- (Apiaceae) Caucalis sintenisii Freyn[5]
- (Apiaceae) Ferula sintenisii H.Wolff (es)[6]
- (Apiaceae) Glochidopleurum sintenisii (sv) Koso-Pol.[7]
- (Apiaceae) Peucedanum sintenisii H.Wolff (es)[8]
- (Apiaceae) Pimpinella sintenisii H.Wolff (es)[9]
- (Apiaceae) Stenotaenia sintenisii (sv) Freyn[10]
- (Apiaceae) Torilis sintenisii Freyn[11]
- (Aquifoliaceae) Ilex sintenisii Britton[12]
- (Araceae) Arum sintenisii (sv) (Engl.) P.C.Boyce[13]
- (Asclepiadaceae) Gonolobus sintenisii (Urb.) Schltr.[14]
- (Asclepiadaceae) Matelea sintenisii (Schltr.) Woodson[15]
- (Asclepiadaceae) Vincetoxicum sintenisii Britton[16]
- (Aspleniaceae) Asplenium sintenisii Hieron.[17]
- (Asteraceae) Achillea sintenisii Hub.-Mor. (es)[18]
- (Asteraceae) Anthemis sintenisii Freyn[19]
- (Asteraceae) Centaurea sintenisii Freyn[20]
- (Asteraceae) Cirsium sintenisii Freyn[21]
- (Asteraceae) Cousinia sintenisii Freyn[22]
- (Asteraceae) Echinops sintenisii Freyn[23]
- (Asteraceae) Helichrysum sintenisii Bornm.[24]
- (Asteraceae) Hieracium sintenisii (vi) Freyn[25]
- (Asteraceae) Jurinea sintenisii (vi) Bornm.[26]
- (Asteraceae) Jurinea sintenisii Bornm.[27]
- (Asteraceae) Phaeopappus (vi) sintenisii Stapf ex Hand.-Mazz.[28]
- (Asteraceae) Pilosella sintenisii (tr) (Freyn) Soják[29]
- (Asteraceae) Pseudolinosyris (sv) sintenisii (Bornm.) Tamamsch. (en)[30]
- (Asteraceae) Scorzonera sintenisii Freyn[31]
- (Asteraceae) Staehelina sintenisii Bornm. ex O.Fedtsch. & B.Fedtsch.[32]
- (Asteraceae) Taraxacum sintenisii Dahlst.[33]
- (Asteraceae) Vernonia sintenisii (Urb.) Gleason (en)[34]
- (Boraginaceae) Cynoglossum sintenisii (Bornm.) Greuter & Burdet[35]
- (Boraginaceae) Onosma sintenisii Hausskn. ex Bornm.[36]
- (Boraginaceae) Paracaryum (en) sintenisii Hausskn. ex Bornm.[37]
- (Boraginaceae) Podonosma (en) sintenisii Bornm.[38]
- (Brassicaceae) Aethionema sintenisii (sv) Hausskn. & Bornm.[39]
- (Brassicaceae) Cochlearia sintenisii Hausskn. ex Bornm.[40]
- (Brassicaceae) Draba sintenisii Stapf ex O.E.Schulz[41]
- (Brassicaceae) Hesperis sintenisii Hausskn. ex Bornm.[42]
- (Brassicaceae) Noccaea sintenisii (sv) (Bornm.) F.K.Mey. (es)[43]
- (Brassicaceae) Noccaea sintenisii (Bornm.) F.K.Mey. subsp. crassum (P.H.Davis) Parolly[44]
- (Brassicaceae) Pseudosempervivum (es) sintenisii (Hausskn.) Pobed. (en)[45]
- (Brassicaceae) Thlaspi sintenisii Hausskn. ex Bornm.[46]
- (Brassicaceae) Thlaspi sintenisii Hausskn. ex Bornm. subsp. crassum (P.H.Davis) Parolly[47]
- (Bromeliaceae) Caraguata (es) sintenisii Baker[48]
- (Bromeliaceae) Guzmania sintenisii (Baker) Mez[49]
- (Bromeliaceae) Thecophyllum sintenisii (sv) (Baker) Mez[50]
- (Bromeliaceae) Tillandsia sintenisii Baker[51]
- (Bromeliaceae) Vriesea sintenisii (Baker) L.B.Sm. & Pittendr.[52]
- (Bromeliaceae) Werauhia sintenisii (sv) (Baker) J.R.Grant (es)[53]
- (Campanulaceae) Asyneuma sintenisii Bornm[54]
- (Campanulaceae) Phyteuma sintenisii Bornm[55]
- (Campanulaceae) Podanthum sintenisii Hausskn.[56]
- (Caryophyllaceae) Alsine sintenisii H.Lindb.[57]
- (Caryophyllaceae) Bufonia sintenisii (sv) Freyn[58]
- (Caryophyllaceae) Dianthus sintenisii Freyn[59]
- (Caryophyllaceae) Minuartia sintenisii (H.Lindb.) Rech.f.[60]
- (Chenopodiaceae) Atriplex sintenisii Gand.[61]
- (Cistaceae) Cistus sintenisii (en) Litard.[62]
- (Clusiaceae) Hypericum sintenisii Freyn[63]
- (Convolvulaceae) Convolvulus sintenisii Boiss.[64]
- (Cyperaceae) Cyperus sintenisii (sv) Boeckeler (de)[65]
- (Cyperaceae) Eleocharis sintenisii Boeckeler[66]
- (Cyperaceae) Fimbristylis sintenisii Boeckeler[67]
- (Dioscoreaceae) Rajania sintenisii (sv) Uline (es)[68]
- (Dipsacaceae) Cephalaria sintenisii Freyn[5]
- (Dryopteridaceae) Aspidium (es) sintenisii Kuhn & C.Chr. ex Urb. & Krug[69]
- (Dryopteridaceae) Dryopteris sintenisii (Kuhn) Urb[70]
- (Fabaceae) Citer sintenisii Bornm
- (Lamiaceae) Thymbra sintenisii (de) Bornm. & Azn. (es)
- (Myrtaceae) Calyptranthes sintenisii (sv) Kiaersk. (en)
- (Poaceae) Lindbergella sintenisii (H.Lindb.) Bor